# بند زیرسطحی
بند زیرسطحی یا دیواره زیرسطحی (به انگلیسی: Subsurface dyke)، سازه‌ای است که در یک سفره زیرزمینی با هدف جلوگیری از جریان طبیعی آب زیرزمینی ساخته می‌شود و در نتیجه سطح آب زیرزمینی را بالا می‌برد و مقدار آب ذخیره‌شده در سفره را افزایش می‌دهد. به عنوان یک مانع زیرزمینی نفوذناپذیر در برابر آب عمل می‌کند، جریان آب زیرزمینی را در سفره زیرزمینی کنترل می‌کند و سطح ایستابی آب را بالا می‌برد.